# Torppi (Pukkila)
Torppi – wieś w Finlandii, w rejonie Uusimaa, w gminie Pukkila.